# ديفيد بانفيلد
ديفيد بانفيلد (بالإنجليزية: David Banfield)‏ هو فيقار وشماس وقسيس بريطاني، ولد في 25 يونيو 1933، وتوفي في 2 أكتوبر 2014.